# MSV Yorck Boyen Insterburg
Militär Sport-Verein Yorck Von Boyen Insterburg e.V. – niemiecki klub piłkarski z siedzibą w Wystruci (niem. Insterburg). Istniał w latach 1921–1945.

## Historia
Klub został założony w 1921 roku jako Sport-Verein Yorck Insterburg. W 1934 roku połączył się z Militär Sport-Verein von Boyen Tilsit (zał. w 1923 jako Sport-Verein von Boyen Tilsit), tworząc Militär Sport-Verein Yorck von Boyen Insterburg. Nazwy klubów pochodziły od nazwisk feldmarszałków – Johanna Ludwiga Yorcka von Wartenburga oraz Hermanna von Boyena. W latach 1930–1933 uczestniczył w rozgrywkach regionalnej ligi związku Baltenverband. W 1933 roku klub wszedł w skład nowo utworzonej Gauligi (grupa Ostpreußen), będącej wówczas najwyższą niemiecką ligą. Spędził w niej 6 sezonów, a następnie z powodu wybuchu II wojny światowej, Yorck Boyen jako klub wojskowy, nie otrzymał zgody na dalszą grę w oficjalnych rozgrywkach. 
Dwukrotnie zdobył mistrzostwo Gauligi Ostpreußen (1935, 1938), w następstwie czego zakwalifikował się do mistrzostw Niemiec. W obu przypadkach udział w nich zakończył na fazie grupowej. W 1938 roku uczestniczył też w Pucharze Niemiec, jednak odpadł z niego w drugiej rundzie. W 1945 roku w wyniku przyłączenia Wystruci do ZSRR, klub został rozwiązany.

## Występy w Gaulidze
| Liga                                       | Sezon     | Pozycja                                                          |
| ------------------------------------------ | --------- | ---------------------------------------------------------------- |
| Gauliga Ostpreußen Grupa II                | 1933/1934 | 2.                                                               |
| Gauliga Ostpreußen Grupa II                | 1934/1935 | 1.                                                               |
| Gauliga Ostpreußen Finał                   | 1934/1935 | wygrany (6:3 w dwumeczu przeciwko SV Prussia-Samland Königsberg) |
| Gauliga Ostpreußen Bezirksklasse Gumbinnen | 1935/1936 | 1.                                                               |
| Gauliga Ostpreußen Grupa I                 | 1935/1936 | 2.                                                               |
| Gauliga Ostpreußen Bezirksklasse Gumbinnen | 1936/1937 | 1.                                                               |
| Gauliga Ostpreußen Grupa II                | 1936/1937 | 1.                                                               |
| Gauliga Ostpreußen Finał                   | 1936/1937 | przegrany (0:7 w dwumeczu przeciwko SV Hindenburg Allenstein)    |
| Gauliga Ostpreußen Bezirksklasse Gumbinnen | 1937/1938 | 1.                                                               |
| Gauliga Ostpreußen Grupa I                 | 1937/1938 | 1.                                                               |
| Gauliga Ostpreußen Finał                   | 1937/1938 | wygrany (3:1 w dwumeczu przeciwko BuEV Danzig)                   |
| Gauliga Ostpreußen                         | 1938/1939 | 9.                                                               |